# Grawidan
Grawidan (russisch Гравидан, von lat. graviditas = Schwangerschaft) ist ein durch Filtration aus dem Urin schwangerer Frauen gewonnenes Hormonpräparat, das Glücksgefühle hervorrufen und die körperliche Leistungsfähigkeit steigern soll. Es war 1928 von dem sowjetischen Wissenschaftler Alexei Samkow, dem Ehemann der Bildhauerin Wera Ignatjewna Muchina, entwickelt worden und verbreitete sich als eine Art „Wunderdroge“ in der Sowjetunion. Auch der Dichter Maxim Gorki war ein begeisterter Anhänger des Mittels.
Grawidan wurde auch zur Tiermast eingesetzt. Ein genaues Herstellungsrezept ist nicht dokumentiert.
Nachdem Gorki 1936 und Alexei Samkow 1942 gestorben waren, geriet Grawidan in Vergessenheit.

## Einzelnachweis
1. ↑  E. P. TCHERNOZATONSKAIA: THE USE OF PREGNANCY URINE AND PROLAN IN ANIMAL INDUSTRY. In: Endocrinology. Band 18, Nr. 4, 1934, S. 482–486, doi:10.1210/endo-18-4-482.